# Shut Up ’n Play Yer Guitar
A Shut Up 'n Play Yer Guitar Frank Zappa tripla nagylemeze (dupla CD-je), amely 1977 februárja és 1980 decembere közötti koncerteken játszott gitárszólókból válogat – az utolsó, "Canard du Jour" című darab Zappa (elektromos buzuki) és Jean-Luc Ponty (mélyhegedű) közti 1972-es duett stúdiófelvétele. (Az egyes albumok címei: "Shut Up 'n Play Yer Guitar", "Shut Up 'n Play Yer Guitar Some More", "Return of the Son of Shut Up 'n Play Yer Guitar")

## A lemezről
Ennek az albumnak a megjelenéséig csak kevesen ismerhették fel, amit a Zappa-fanatikusok mindig is tudtak… hogy Zappa TUD gitározni.
1981-ben jelent meg kizárólag postai úton megrendelhető, különálló lemezekként, ennek ellenére meglepően jól fogyott, az első két hétben eladtak belőle 5000 példányt, ami már behozta a gyártás költségeit. A terjesztés lehetővé tette hogy Európában együtt, hármas csomagban árusítsák a lemezeket, a sikere miatt ezt hamarosan importálni kellett Amerikába, majd ott is így kezdték forgalmazni. Az album végig instrumentális, kizárólag gitárjátékot tartalmaz (innen a címe is), a zenét néha csak apró, a Lumpy Gravyt idéző, a Sheik Yerboutin és a Lätherön is felbukkanó dialógusfoszlányok szakítják meg.
A háromlemezes doboz anyaga 1986-ban dupla CD-n jelenik meg, egy apró nyomdahibával: a "Shut Up 'n Play Yer Guitar" és "Shut Up 'n Play Yer Guitar Some More" címeit felcserélve nyomtatták a borítóra. Rykodisc 1995-ös, legújabb CD-kiadása az eredetihez hasonló módon, azaz tripla változatban jelenik meg díszdobozban, a Zappa Patio honlap analízise szerint a dupla változatnál jobb hangminőségben.
A szólók szinte mindegyike más számokból van kiollózva (a három címadó darab például az "Inca Roads"-ból), de vannak önálló, először csak itt szereplő kompozíciók is ("Treacherous Cretins", "The Deathless Horsie", például). A "five-five-FIVE" című nyitódarab a szokatlan ütemjelzéséről kapta a címét: két 5/8-os ütemet egy 5/4-es követ.
Az 1979 február 17-19. között Londonban tartott koncertekről nemcsak erre a lemezre, de a Tinseltown Rebellion és a YCDTOSA vol. 1 lemezekre is nagyon sok felvétel került.
Az album néhány szólójának a kottája megtalálható a The Frank Zappa Guitar Book-ban.
Hasonló albumok: Guitar, Trance-Fusion, Frank Zappa Plays the Music of Frank Zappa, The Guitar World According to Frank Zappa.

## A lemez számai
Minden darab Frank Zappa szerzeménye, a Canard Du Jour egy Jean-Luc Pontyval készült közös improvizáció.

### 1. lemez – Shut Up 'n Play Yer Guitar
első oldal
1. Five-Five-Five – 2:35 (1979-02-19, Conehead)
2. Hog Heaven – 2:46 (1980-10-18, Easy Meat)
3. Shut Up 'n Play Yer Guitar – 5:35 (1979-02-18, Inca Roads)
4. While You Were Out – 6:09 (1979)

második oldal
1. Treacherous Cretins – 5:29 (1979-02-17)
2. Heavy Duty Judy – 4:39 (1980-12-05)
3. Soup 'n Old Clothes – 7:53 (1980-12-11, The Illinois Enema Bandit)

### 2. lemez – Shut Up 'n Play Yer Guitar Some More
első oldal
1. Variations on the Carlos Santana Secret Chord Progression – 3:56 (1980-12-11, City of Tiny Lites)
2. Gee, I Like Your Pants – 2:32 (1979-02-18, Inca Roads)
3. Canarsie – 6:06 (1979-02-19)
4. Ship Ahoy – 5:26 (1976-02-03, a Zoot Allures zárása)

második oldal
1. The Deathless Horsie – 6:18 (1979-02-19)
2. Shut Up 'n Play Yer Guitar Some More – 6:52 (1979-02-17, Inca Roads)
3. Pink Napkins – 4:41 (1977-02-17, Black Napkins)

### 3. lemez – Return of the Son of Shut Up 'n Play Yer Guitar
első oldal
1. Beat It With Your Fist – 1:39 (1980-10-30, The Torture Never Stops)
2. Return of the Son of Shut Up 'n Play Yer Guitar – 8:45 (1979-02-19, Inca Roads)
3. Pinocchio's Furniture – 2:04 (1980-12-05, Chunga's Revenge)
4. Why Johnny Can't Read – 4:04 (1979-02-17, Pound For A Brown)

második oldal
1. Stucco Homes – 8:56 (1979)
2. Canard Du Jour – 10:12 (1972)

## A zenészek

### 1972
(Canard Du Jour)
- Frank Zappa – buzuki
- Jean-Luc Ponty – mélyhegedű

### 1976 február 3., Osaka
(Ship Ahoy)
- Frank Zappa – szólógitár: Strat, Di Marzio hangszedőkkel
- Andre Lewis – billentyűs hangszerek
- Roy Estrada – basszusgitár
- Terry Bozzio – dobok

### 1977 február 17., London
(Pink Napkins)
- Frank Zappa – szólógitár: Strat, Di Marzio hangszedőkkel
- Ray White – ritmusgitár
- Eddie Jobson – billentyűs hangszerek
- Patrick O'Hearn – basszusgitár
- Terry Bozzio – dobok

### 1979 február 17-19, London
(Five-Five-Five, Shut Up 'n Play Yer Guitar, Treacherous Cretins, Gee, I Like Your Pants, Canarsie, The Deathless Horsie, Shut Up 'n Play Yer Guitar Some More, Return of the Son of Shut Up 'n Play Yer Guitar, Why Johnny Can't Read)
- Frank Zappa – szólógitár: egyedi gyártású SG másolat
- Warren Cuccurullo – ritmusgitár
- Denny Walley – ritmusgitár
- Arthur Barrow – basszusgitár
- Peter Wolf – billentyűs hangszerek
- Tommy Mars – billentyűs hangszerek
- Ed Mann – ütőhangszerek
- Vinnie Colaiuta – dobok

### 1979, a stúdióban
(While You Were Out, Stucco Homes)
- Frank Zappa – szólógitár: akusztikus Black Widow, az EMG hangszedők direktben a felvevő konzolra kötve
- Warren Cuccurullo – ritmusgitár
- Vinnie Colaiuta – dobok

### 1980 ősz
(Hog Heaven, Heavy Duty Judy, Soup 'n Old Clothes, Variations on the Carlos Santana Secret Chord Progression, Beat It With Your Fist, Pinocchio's Furniture)
- Frank Zappa – szólógitár: Les Paul, Di Marzio hangszedőkkel
- Steve Vai – ritmusgitár
- Ray White – ritmusgitár
- Ike Willis – ritmusgitár
- Bob Harris – billentyűs hangszerek
- Tommy Mars – billentyűs hangszerek
- Arthur Barrow – basszusgitár
- Vinnie Colaiuta – dobok

## A technikai stáb
- Kerry McNabb – Engineer
- Jo Hansch – Mastering
- John Swenson – Liner Notes
- John Livzey – Photography
- John Vince – Graphic Design
- Bob Stone – Remixing
- Joe Chiccarelli – Engineer, Mixing, Recording
- George Douglas – Engineer
- Tom Flye – Engineer
- Mick Glossop – Engineer

## Külső hivatkozások
- Információk a lemezről – az Information is Not Knowledge honlapon;
- A kiadás története – a Zappa Patio honlapon;
- Fogd be és gitározz – a lemez fülszövege, benne a Guitar Player cikke (1981), magyar fordítás (zappa PONT);
- Absolutely Frank – interjú Zappával a Shut Up... lemezekről; Guitar Player Magazine, 1982 (magyar fordítás, zappa PONT)